# Western Sydney Wanderers Football Club 2012-2013

## Stagione
Prima del campionato il Western Sydney Wanderers effettua dieci amichevoli collezionando sei vittorie, tre pareggio ed una sconfitta.

## Rosa
| N. |                      | Ruolo | Calciatore            |
| -- | -------------------- | ----- | --------------------- |
|    | Australia (bandiera) | P     | Ante Čović            |
|    | Australia (bandiera) | P     | Jerrard Tyson         |
|    | Australia (bandiera) | D     | Reece Caira           |
|    | Australia (bandiera) | D     | Nikolai Topor-Stanley |
|    | Australia (bandiera) | D     | Michael Beauchamp     |
|    | Libano (bandiera)    | D     | Tarek Elrich          |
|    | Australia (bandiera) | C     | Aaron Mooy            |
|    | Australia (bandiera) | C     | Jason Trifiro         |
|    | Australia (bandiera) | C     | Shannon Cole          |

| N. |                      | Ruolo | Calciatore          |
| -- | -------------------- | ----- | ------------------- |
|    | Australia (bandiera) | C     | Tahj Minniecon      |
|    | Giappone (bandiera)  | C     | Shinji Ono          |
|    | Croazia (bandiera)   | C     | Mateo Poljak        |
|    | Germania (bandiera)  | C     | Jérôme Polenz       |
|    | Australia (bandiera) | A     | Labinot Haliti      |
|    | Croazia (bandiera)   | A     | Dino Kresinger      |
|    | Australia (bandiera) | A     | Mark Bridge         |
|    | Australia (bandiera) | A     | Kwabena Appiah-Kubi |